# Bulgakita
La bulgakita és un mineral de la classe dels silicats, que pertany al grup de l'astrofil·lita. Rep el nom en honor de Lev Vasil'evich Bulgak (1955-), mineralogista i gemmòleg rus, descobridor de diversos minerals nous.

## Característiques
La bulgakita és un inosilicat de fórmula química Li₂(Ca,Na)Fe₇2+Ti₂(Si₄O₁₂)₂O₂(OH)₄(F,O)(H₂O)₂. Va ser aprovada com a espècie vàlida per l'Associació Mineralògica Internacional l'any 2014, i la primera publicació data del 2016. Cristal·litza en el sistema triclínic. La bulgakita és l'anàleg amb calci de la nalivkinita.
L'exemplar que va servir per a determinar l'espècie, el que es coneix com a material tipus, es troba conservat a les col·leccions del Museu Mineralògic Fersman de l'Acadèmia Russa de les Ciències, amb el número de registre 4572/1.

## Formació i jaciments
Va ser descoberta a la glacera Darai-Pioz, situada a les muntanyes Alai, dins la serralada Tien Shan, a la Regió sota subordinació republicana (Tadjikistan). Es tracta de l'únic indret de tot el planeta on ha estat descrita aquesta espècie mineral.